# Lepidosperma inops
Lepidosperma inops är en halvgräsart som beskrevs av Ferdinand von Mueller och Rodway. Lepidosperma inops ingår i släktet Lepidosperma och familjen halvgräs.
Artens utbredningsområde är Tasmanien. Inga underarter finns listade i Catalogue of Life.